# Vodní mlýn Dřevíček
Vodní mlýn Dřevíček v Horní Dřevíči u Stárkova v okrese Náchod je vodní mlýn, který stojí na potoce Dřevíč. Od roku 2013 je chráněn jako nemovitá kulturní památka České republiky.

## Historie
Mlýn, pravděpodobně pozdně středověkého původu, je poprvé zmíněn v roce 1734, kdy jej koupil Josef Vacek.
Stavebně byl upraven v letech 1919–1922, jeho technologické vybavení pochází z let 1925–1938.

## Popis
Objekt mlýna je situován podélně se silnicí i vodním tokem. Kolmo na budovu mlýna navazuje hospodářské křídlo chléva a vepřína, jižně od hospodářského křídla se nachází zděný sklípek.
Voda na vodní kolo vedla náhonem dlouhým asi 250 metrů. V roce 1930 měl mlýn 1 kolo na svrchní vodu (zaniklo; hltnost 0,212 m³/s, spád 2,8 m, výkon 4,85 HP), později instalovaná Francisova turbína se dochovala stejně jako umělecké složení mlýna.